# Drassinella modesta
Espèce
Synonymes
- Apostenus pacificus Gertsch, 1935

Drassinella modesta est une espèce d'araignées aranéomorphes de la famille des Liocranidae.

## Distribution
Cette espèce est endémique de Californie aux États-Unis,. Elle se rencontre dans les comtés de Kern,  de Los Angeles, de Santa Barbara, de San Luis Obispo et de Monterey.

## Description
La femelle syntype mesure 3,8 mm.
Le mâle décrit par Platnick et Ubick en 1989 mesure 2,80 mm et la femelle 3,84 mm.

## Systématique et taxinomie
Cette espèce a été décrite par Banks en 1904.
Apostenus pacificus a été placée en synonymie par Platnick et Ubick en 1989.

## Publication originale
- Banks, 1904 : « Some Arachnida from California. » Proceedings of the California Academy of Sciences, sér. 3, vol. 3, no 13, p. 331-376 (texte intégral).